# Přírodní park Ždánický les
Přírodní park Ždánický les se nachází na území okresů Vyškov a Hodonín v oblasti Středomoravských Karpat o rozloze 181,89 km². Byl zřízen 24. dubna 1996 jako klidová oblast přírodního parku. Nachází se zde enklávy bukových a dubových porostů, je zde zachovalý komplex nivních luk. Roste zde množství chráněných rostlin a žijí zde chránění živočichové.